# Ascoliquen
Els ascoliquens (Ascholichenes) són una classe de líquens caracteritzada per la producció d'ascs similars als que produeixen els ascomicets.
La classe ascoliquens es subdivideix en les subclasses Pyrenolichenes i Discolichenes.
Els ascoliquens són la gran majoria dels líquens amb un 96% total.

## Exemples d'ascoliquens
Paltigera, Parmelia, Collema, Graphis, Physcia, Cladonia, etc.